# Knickzehenlaubfrösche
Die Knickzehenlaubfrösche (Scinax) sind eine Gattung aus der Unterfamilie der Laubfrösche i. e. S. (Hylinae) in der Familie der Laubfrösche (Hylidae). Der Name der Gattung Scinax leitet sich vom griechischen Wort skinos (= schnell, flink), hier in seiner ins Lateinische übernommenen Form scinax, ab.

## Beschreibung
Diese meist eintönig gefärbten Laubfrösche besitzen im Vergleich zu anderen Laubfröschen eine kleine bis mittelgroße Kopf-Rumpf-Länge und mittelgroße Augen. Die Haftscheiben an den Fingern sind breiter als lang. An den Fingern fehlen die Schwimmhäute gänzlich oder sind reduziert. Die Schwimmhaut zwischen der ersten und zweiten Zehe fehlt oder ist zu einem Saum an der zweiten Zehe reduziert. Weitere morphologische Merkmale, mit denen man Knickzehenlaubfrösche von anderen Laubfröschen unterscheiden kann, sind u. a. die Fontanelle, welche hinter den Augen (in unterschiedlichem Maße) hervorgehoben ist, das Integument des Kopfes, welches nicht mit dem Schädel verschmolzen ist, der vordere Teil des Schuppenbeins, welcher nicht bis zum Oberkiefer reicht, und der kleine Kieferknochen, der gering ausgebildet ist und mit dem Oberkiefer ein Gelenk bildet.
Ursprünglich wurden die Scinax-Arten in verschiedene Artengruppen mit gemeinsamen Merkmalen eingeteilt, wie etwa eine charakteristische Färbung der Innenseiten der Schenkel bei der S.-ruber-Gruppe (sogenannte „flash colors“). Jungfer (1987) beschrieb die auffällige Fähigkeit, den ersten Finger und die erste Zehe um 90° nach vorne zu beugen, wahrscheinlich um sicherer „kopfunter“ zu sitzen. Duellman & Wiens (1992) ordnen diese Sitzweise zwar nur bestimmten Arten der Gattung zu (der S.-rostrata-Gruppe, vgl. unten Systematik); in der Literatur taucht trotzdem für alle Arten der Tribus Scinaxini (Scinax, Julianus und Ololygon) der deutsche Trivialname „Knickzehenlaubfrösche“ auf.

## Verbreitung
Diese Frösche kommen von Ost- und Südmexiko über Mittelamerika bis Argentinien und Uruguay vor und sind auf den karibischen Inseln Trinidad und Tobago und St. Lucia vertreten.

## Arten
Zu der Gattung Scinax werden derzeit 78 Arten gezählt:
Stand: 18. Oktober 2024
- Scinax acuminatus (Cope, 1862)
- Scinax albertinae Ferrão, Moravec, Ferreira, Moraes & Hanken, 2022[5]
- Scinax altae (Dunn, 1933)
- Scinax alter (Lutz, 1973)
- Scinax auratus (Wied-Neuwied, 1821)
- Scinax baumgardneri (Rivero, 1961)
- Scinax blairi (Fouquette & Pyburn, 1972)
- Scinax boesemani (Goin, 1966)
- Scinax boulengeri (Cope, 1887)
- Scinax cabralensis Drummond, Baêta & Pires, 2007[6]
- Scinax caldarum (Lutz, 1968)
- Scinax caprarius Acosta-Galvis, 2018
- Scinax castroviejoi De la Riva, 1993
- Scinax chiquitanus (De la Riva, 1990)
- Scinax coerulea (Spix, 1824)[7]
- Scinax constrictus Lima, Bastos & Giaretta, 2005
- Scinax cretatus Nunes & Pombal, 2011
- Scinax crospedospilus (Lutz, 1925)
- Scinax cruentomma (Duellman, 1972)
- Scinax curicica Pugliese, Pombal & Sazima, 2004
- Scinax cuspidatus (Lutz, 1925)
- Scinax danae (Duellman, 1986)
- Scinax dolloi (Werner, 1903)
- Scinax duartei (Lutz, 1951)
- Scinax elaeochroa (Cope, 1875)
- Scinax eurydice (Bokermann, 1968)
- Scinax exiguus (Duellman, 1986)
- Scinax funereus (Cope, 1874)
- Scinax fuscomarginatus (Lutz, 1925)
- Scinax fuscovarius (Lutz, 1925)
- Scinax garbei (Miranda-Ribeiro, 1926)
- Scinax granulatus (Peters, 1871)
- Scinax haddadorum Araujo-Vieira, Valdujo & Faivovich, 2016[8]
- Scinax hayii (Barbour, 1909)
- Scinax ictericus Duellman & Wiens, 1993
- Scinax imbegue Nunes, Kwet & Pombal, 2012
- Scinax iquitorum Moravec, Tuanama, Pérez-Peña & Lehr, 2009
- Scinax jolyi Lescure & Marty, 2000
- Scinax juncae Nunes & Pombal Jr., 2010
- Scinax juruena Ferrão, Hanken, Oda, Campião, Penhacek, Anjos & Rodrigues, 2024[9]
- Scinax karenanneae (Pyburn, 1993)
- Scinax kennedyi (Pyburn, 1973)
- Scinax lindsayi Pyburn, 1992
- Scinax madeirae (Bokermann, 1964)
- Scinax manriquei Barrio-Amorós, Orellana & Chacón-Ortiz, 2004 (Synonym: Scinax flavidus La Marca, 2004)
- Scinax maracaya (Cardoso & Sazima, 1980)
- Scinax montivagus Juncá, Napoli, Nunes, Mercȇs & Abreu, 2015
- Scinax nasicus (Cope, 1862)
- Scinax nebulosus (Spix, 1824)
- Scinax onca Ferrão, Moravec, Fraga, Pinheiro de Almeida, Kaefer & Lima, 2017
- Scinax oreites Duellman & Wiens, 1993
- Scinax pachycrus (Miranda-Ribeiro, 1937)
- Scinax pedromedinae (Henle, 1991)
- Scinax perereca Pombal, Haddad & Kasahara, 1995
- Scinax proboscideus (Brongersma, 1933)
- Scinax pyroinguinis Chávez, Aznaran, García Ayachi & Catenazzi, 2023[10]
- Scinax quinquefasciatus (Fowler, 1913)
- Scinax ritaleeae  Marinho, Faivovich, Haddad & Araujo-Vieira, 2024[11]
- Scinax rogerioi Pugliese, Baêta & Pombal, 2009
- Scinax rossaferesae Conte, Araujo-Vieira, Crivellari & Berneck, 2016
- Scinax rostratus (Peters, 1863)
- Scinax ruber (Laurenti, 1768)
- Scinax ruberoculatus Ferrão, Fraga, Moravec, Kaefer & Lima, 2018[12]
- Scinax rupestris Araujo-Vieira, Brandão & Faria, 2015
- Scinax sateremawe Sturaro & Peloso, 2014
- Scinax similis (Cochran, 1952)
- Scinax squalirostris (Lutz, 1925)
- Scinax staufferi (Cope, 1865)
- Scinax strussmannae Ferrão, Moravec, Kaefer, Fraga & Lima, 2018[13]
- Scinax sugillatus (Duellman, 1973)
- Scinax tigrinus Nunes, Carvalho & Pereira, 2010
- Scinax tropicalia Novaes-e-Fagundes, Araujo-Vieira, Entiauspe, Roberto, Orrico, Solé, Haddad & Loebmann, 2021
- Scinax tsachila  Ron, Duellman, Caminer & Pazmiño, 2018[14]
- Scinax tymbamirim Nunes, Kwet & Pombal, 2012
- Scinax ushiniauae Gagliardi-Urrutia, Araujo-Vieira, Padial, Simões, Faivovich & Castroviejo-Fisher, 2024[15]
- Scinax villasboasi Brusquetti, Jansen, Barrio-Amorós, Segalla & Haddad, 2014
- Scinax wandae (Pyburn & Fouquette, 1971)
- Scinax x-signatus (Spix, 1824)

2014 wurden Scinax melanodactylus, Scinax villasboasi sowie Scinax sateremawe neu beschrieben. Scinax melanodactylus Lourenço, Luna & Pombal, 2014, wurde in die Gattung Ololygon gestellt. Die Erhebung der Scinax-catharinae-Klade zur eigenständigen Gattung Ololygon setzte sich damals jedoch nicht endgültig durch und daher wurden die Arten bis zur Erstellung weiterer Forschungsergebnisse wieder in die Gattung Scinax eingereiht.
2015 folgte Scinax rupestris Araujo-Vieira, Brandão & Faria, 2015 als neu beschriebene Art. Im Januar 2016 wurde die Erstbeschreibung von Scinax haddadorum veröffentlicht. Scinax caissara Lourenço, Zina, Catroli, Kasahara, Faivovich & Haddad, 2016, wurde ebenfalls später der Gattung Ololygon zugeordnet, aber dann bis auf Weiteres wieder zu Scinax gestellt.
2016 wurden Scinax pinimus (Bokermann & Sazima, 1973) und Scinax uruguayus (Schmidt, 1944) ausgegliedert und in die neue Gattung Julianus gestellt, diese wurde jedoch vorerst nicht von allen Forschern als eigene Gattung anerkannt.
2018 wurden Scinax ruberoculatus Ferrão, Fraga, Moravec, Kaefer & Lima, 2018 und Scinax strussmannae Ferrão, Moravec, Kaefer, Fraga, & Lima, 2018 sowie Scinax caprarius Acosta-Galvis, 2018 und Scinax tsachila Ron, Duellman, Caminer & Pazmiño, 2018 beschrieben.
Die Erhebung der Scinax-catharinae-Gruppe zu einer eigenen Gattung mit dem Namen Ololygon setzte sich vorerst nicht überall durch. Neue Arten aus dieser Klade wurden weiterhin zu Scinax gestellt.
Scinax coerulea wurde 1983 mit Scinax x-signatus synonymisiert, jedoch ab 2024 wieder als eigenständige Art anerkannt.
2023 wurde Scinax pyroinguinis erstmals beschrieben.
Nach einer eingehenden Revision der Gattung Scinax wurde im Jahr 2023 diese Gruppe wieder in drei Gattungen aufgeteilt, Scinax, Ololygon und Julianus.
2024 erfolgte die Erstbeschreibung von Scinax juruena sowie von Scinax ushiniauae und Scinax ritaleeae.